# Phạm Thị Minh Hà
Phạm Thị Minh Hà (sinh 1966) là đại biểu Quốc hội Việt Nam khóa 11, thuộc đoàn đại biểu Nam Định.